# Espumoso (kommun)
Espumoso är en kommun i Brasilien.   Den ligger i delstaten Rio Grande do Sul, i den södra delen av landet, 1 500 km söder om huvudstaden Brasília. Antalet invånare är 15 240.
Följande samhällen finns i Espumoso:
- Espumoso

Trakten runt Espumoso består till största delen av jordbruksmark. Runt Espumoso är det mycket glesbefolkat, med 4 invånare per kvadratkilometer.